# شاهنشاه (فیلم ۱۹۲۷)
شاهنشاه (انگلیسی: The King of Kings) فیلمی حماسی به کارگردانی سیسیل بی. دمیل است که در سال ۱۹۲۷ منتشر شد.

## بازیگران
- اچ. بی. وارنر
- جوزف شیلدکات
- جکلین لوگان
- جولیا فی
- می رابسون
- برایانت واشبرن
- ادیث چپمن
- جرج سیگمن
- جیمز نیل
- فرد هانتلی
- لایونل بلمور
- ویلیام بوید
- تئودور کسلاف
- ایزابل کیث
- سوجین کامی‌یاما
- تئودور لورچ
- لیلیان الیوت
- جان تی. پرینس
- ویل والینگ
- باد فاین
- پل وایگل
- کلارنس برتون
- شاهنشاه (فیلم ۲۰۲۵)